# Agilis
Agilis Eisenbahngesellschaft (agilis E) und Agilis Verkehrsgesellschaft (agilis V) (eigene Schreibweise agilis) sind Eisenbahnverkehrsunternehmen, die Teile des Schienenpersonennahverkehrs in Bayern bedienen. Beide Gesellschaften sind Tochterunternehmen der BeNEX.

## Geschichte
Ende Mai 2008 gewann die Hamburger Hochbahn die Ausschreibung des sogenannten Regensburger Sterns (auch E-Netz Regensburg), der den Personenverkehr auf den elektrifizierten Bahnstrecken um Regensburg umfasst. Am 30. Juli 2008 unterzeichneten Vertreter des Aufgabenträgers (d. h. die Bayerische Eisenbahngesellschaft), der Hochbahn und der BeNEX den Verkehrsvertrag für dieses Projekt. Für das Dieselnetz Oberfranken, das seit Juni 2011 bedient wird, erhielt BeNEX im Oktober 2008 den Zuschlag. Um diese Linien betreiben zu können, wurden im ersten Halbjahr 2009 die beiden „agilis“-Gesellschaften mit Sitz in Regensburg gegründet.
Die Verwaltung befindet sich in unmittelbarer Nähe des Regensburger Hauptbahnhofs im sogenannten Posthof. Das Betriebswerk für das „E-Netz“ wurde auf dem Gelände einer ehemaligen Zuckerfabrik im Osten der Stadt errichtet. Der Spatenstich hierfür erfolgte am 29. Oktober 2009.
Anfang August 2016 berichtete die Süddeutsche Zeitung über den Wunsch des Unternehmens nach höheren Zuschüssen, was mit einer Androhung der Betriebseinstellung in Bayern verknüpft worden sei. Sowohl Agilis als auch der damalige Geschäftsführer der Bayerischen Eisenbahngesellschaft, Johann Niggl, dementierten die Drohung, stellten jedoch die Forderung nach Entschädigung wegen des neuen Wettbewerbs durch Fernbusse nicht in Abrede.
Das Unternehmen sieht sich durch die im Jahr 2026 für „Generalsanierungen“ über insgesamt zehn Monate geplante Vollsperrungen (zwischen Nürnberg und Regensburg, Obertraubling und Passau) in seiner Existenz bedroht und hat Ende August 2024 Beschwerde bei der Bundesnetzagentur eingelegt. Dem Unternehmen entstünde durch die Sperrung zwischen Nürnberg und Regensburg ein Schaden von 40 Millionen Euro; 36 Prozent der Belegschaft müsse in „Kurzarbeit Null“. Agilis zweifelt insbesondere die Alternativlosigkeit der Vollsperrungen an. Die Bundesnetzagentur prüft ein Eilverfahren, bevor die Anmeldung von Fahrplantrassen für den Jahresfahrplan 2026 im März 2025 beginnt. Die Deutsche Bahn legte dieser eine vertrauliche Machbarkeitsstudie vor, wonach während der gesamten Totalsperrung Bautätigkeiten vorgesehen seien. Dieses Gutachten wurde sachverständig begutachtet. Eine öffentliche mündliche Verhandlung fand am 27. November 2024 statt. Es folgte eine weitere Stellungnahmefrist bis 6. Dezember 2024. Die Beschlusskammer 10 der Bundesnetzagentur wies die Beschwerde mit Beschluss vom 7. Februar 2025 als unbegründet zurück. Die Bundesnetzagentur übernahm in dem Beschluss die Argumente von DB InfraGO. Agilis bedauerte die Entscheidung und wies unter anderem darauf hin, dass „die Wirtschaftlichkeit“ der Generalsanierung „in dem juristischen Verfahren“ bei der Bundesnetzagentur „keine Rolle gespielt“ habe. Nach Auffassung des Unternehmens müsse die Strecke Nürnberg–Regensburg für die Sanierung nicht voll gesperrt werden.

## Ausschreibungen

### E-Netz Regensburg mit Donautalbahn
Im November 2007 gewann die Hamburger Hochbahn AG (HHA) die Ausschreibung des E-Netzes Regensburg (ENR), das insgesamt 5,5 Mio. Zugkilometer pro Jahr auf den Strecken von Regensburg nach Neumarkt in der Oberpfalz, Plattling, Landshut, Ulm und Ingolstadt umfasst. Das von DB Regio Bayern veranlasste Nachprüfungsverfahren wurde am 21. Mai 2008 vom Oberlandesgericht München zurückgewiesen. Entsprechend erteilte die Bayerische Eisenbahngesellschaft (BEG) der HHA den Zuschlag. Für den Verkehr wurden insgesamt 26 neue Coradia-Continental-Triebzüge von Alstom beschafft.

### Netz Regensburg/Donautal
Im Juni 2021 wurde das Vergabenetz Regensburg/Donautal (RDO) von der BEG für den Zeitraum von 2022 bis 2036 an die agilis Eisenbahngesellschaft vergeben. In der ersten Betriebsstufe ab Dezember 2022 bleibt das Liniennetz zunächst unverändert, es verkehren jedoch zusätzliche Züge spätabends und im Berufsverkehr. Ab Dezember 2024 wird das Netz um eine stündliche Regionalexpresslinie von Nürnberg nach Regensburg ergänzt. Alle zwei Stunden wird die Linie RE 50 nach Plattling verlängert und ersetzt auf diesem Abschnitt stündliche Fahrten der Linie RB 51. Außerdem wird die Linie RB 17 über Ingolstadt Audi nach Gaimersheim verlängert, sobald die Infrastruktur am zukünftigen Endpunkt durch DB InfraGO hierfür angepasst wurde. Alle Fahrzeuge bieten seit 2022 kostenfreies WLAN und eine automatisierte Fahrgastzählung an den Ein- bzw. Ausstiegstüren. Neben den Bestandsfahrzeugen des Typs Coradia Continental von Alstom wird agilis laut eigenen Angaben für die Regionalexpresslinie Nürnberg–Regensburg und die Regionalbahnlinie Neumarkt–Plattling zusätzliche Neufahrzeuge des Typs Mireo von Siemens beschaffen.

### Dieselnetz Oberfranken
Nach dem Gewinn der Ausschreibung des E-Netzes Regensburg erhielt BeNEX auch bei der Ausschreibung des Dieselnetzes Oberfranken (DNO) im Oktober 2008 den Zuschlag. Der Betrieb wurde zweistufig im Juni 2011 und im Dezember 2012 auf zahlreichen nicht elektrifizierten Haupt- und Nebenbahnen zwischen Bad Steben, Weiden, Bamberg und Bad Rodach aufgenommen. Die Neigetechnik-Verbindungen und die Alex-Züge sind davon nicht betroffen. Das Verkehrsvolumen belief sich auf vier Millionen Zugkilometer jährlich, und der Vertrag lief ursprünglich bis Ende 2023. Damit wurde das vorherige Angebot um ein Drittel erhöht, sodass auf fast allen Strecken ein durchgängiger Stundentakt gefahren wird.

### Netz Regionalverkehr Oberfranken
Auch die Ausschreibung des veränderten Dieselnetzes für die Zeit von Ende 2023 an (bis 2035) hat Agilis für sich entschieden. Das Bahnunternehmen bedient mit dem Netz RVOF seitdem auch die Strecken von Hof nach Gutenfürst und Cheb, letztere in Kooperation mit der ČD. Generell gibt es mehr Verbindungen für die Region Hof, auch im Hinblick auf den ursprünglich vorgesehenen neuen Bahnhof Mitte in Hof. Umgesetzt wurde dies durch die Verlängerung von Fahrten der Linien RB 96 und RB 99 sowie einem Zugpaar der RB 98 von Hof Hbf nach Hof-Neuhof an der Strecke Hof – Bad Steben (RB 97). Wegen des größeren Verkehrsvolumens wurde die Bestandsflotte mit vier älteren RegioShuttle erweitert.

## Liniennetz

### Regensburger Stern

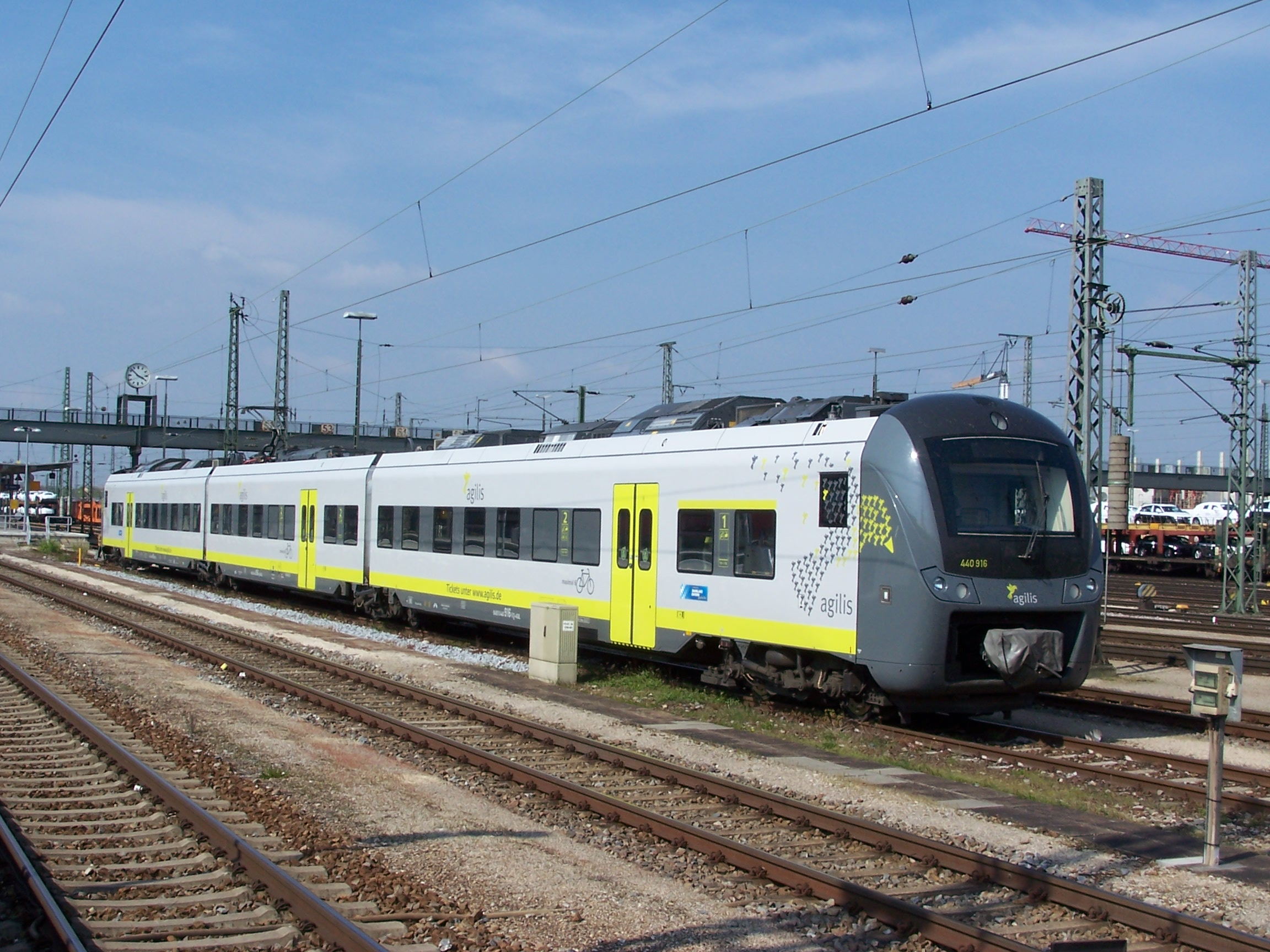
Alstom Coradia Continental der Agilis

Zum Fahrplanwechsel am 12. Dezember 2010 nahm die agilis Eisenbahngesellschaft den Betrieb des Regensburger Sterns in einer ersten Stufe auf. Agilis ersetzt seitdem die Regionalbahnleistungen von DB Regio auf den Strecken Neumarkt in der Oberpfalz – Regensburg – Plattling, Regensburg – Ingolstadt und Ulm – Regensburg – Landshut. Das bestehende Angebot wurde verdichtet und vor allem in den Früh- und Abendstunden ergänzt, wobei aber meist Züge mit weniger Sitzplätzen eingesetzt wurden als zuvor bei DB Regio. Die Strecken werden überwiegend im Stundentakt, im Schul- und Berufsverkehr teilweise auch in einem 30-Minuten-Takt bedient. Zum Fahrplanwechsel im Dezember 2011 wurde das Netz von Ingolstadt bis Ulm erweitert („zweite Stufe“). Neben gewöhnlichen Regionalzügen mit allen Unterwegshalten („ag“) verkehren Express-Züge als „as“ (agilis Schnellzug) von Regensburg nach Ulm im 4-Stunden-Takt an Werktagen und im 2-Stunden-Takt an Wochenenden (alternierend mit 2-Stunden-Takt der normalen „ag“-Züge). Der Betrieb läuft im gesamten Netz mit Zügen des Typs Alstom Coradia Continental, bei den meisten Fahrten werden Zugbegleiter eingesetzt. Die Ansagen und Hinweise werden von Bernhard Fleischmann gesprochen.
Die als Schnellzüge bezeichneten Züge gelten als Nahverkehrszüge und können mit Nahverkehrsfahrkarten wie etwa dem Bayern-Ticket benutzt werden.
Seit Dezember 2024 betreibt Agilis folgende Regionalzugleistungen auf dem Regensburger Stern:
| Linie | Verlauf                                                                                    | Takt | Fahrzeugeinsatz | Bemerkung |
| ----- | ------------------------------------------------------------------------------------------ | --- | --------------- | --- |
| RB15  | Ulm Hbf – Donauwörth – Ingolstadt Hbf                                                      | stündlich mit Verstärkerfahrten in der HVZ                                                                              | 440             | Sa+So: Durchbindung auf RB 17 / RE 18 in Ingolstadt                                                                                     |
| RB17  | Ingolstadt Nord – Ingolstadt Hbf – Regensburg Hbf – Plattling                              | Mo–Fr: stündlich mit Verstärkerfahrten in der HVZ, zweistündlich im Abschnitt Regensburg–Plattling Sa+So: zweistündlich | 440             | Sa+So: Durchbindung auf RB 15 in Ingolstadt Linie wird nach Schaffung der infrastrukturellen Voraussetzungen bis Gaimersheim verlängert |
| RB51  | Neumarkt – Regensburg Hbf (– Plattling)                                                    | stündlich mit Verstärkerfahrten in der HVZ                                                                              | 440, 1463       | Abschnitt Regensburg–Plattling nur Mo–Fr bei einigen Fahrten                                                                            |
| RE18  | Ingolstadt Hbf – Regensburg Hbf                                                            | zweistündlich | 440             | verkehrt nur Sa+So Durchbindung auf RB 15 in Ingolstadt                                                                                 |
| RE22  | Nürnberg Hbf – Neumarkt – Regensburg Hbf – Landshut (Bay) Hbf – München Flughafen Terminal | zweistündlich 1 | 1463            | in Kooperation mit DB Regio Markenname ÜFEX (überregionaler Flughafenexpress)                                                           |
| RE50  | Nürnberg Hbf – Neumarkt – Regensburg Hbf – Plattling (– Passau Hbf)                        | zweistündlich | 1463            | Abschnitt Plattling–Passau Sa+So bei einzelnen Zügen in der Sommersaison                                                                |

Die jährliche Kilometerleistung in diesem Netz beträgt etwa 7 Millionen Zugkilometer.
Seit dem Fahrplanwechsel am 13. Dezember 2015 fahren die agilis-Züge montags bis freitags aus beiden Richtungen (Donauwörth/Ulm und Regensburg) auch Ingolstadt Nord an, um die Anbindung des Audi-Werks zu verbessern. Dafür entfielen einige nur schwach genutzte Express-Züge.

### Dieselnetz Oberfranken

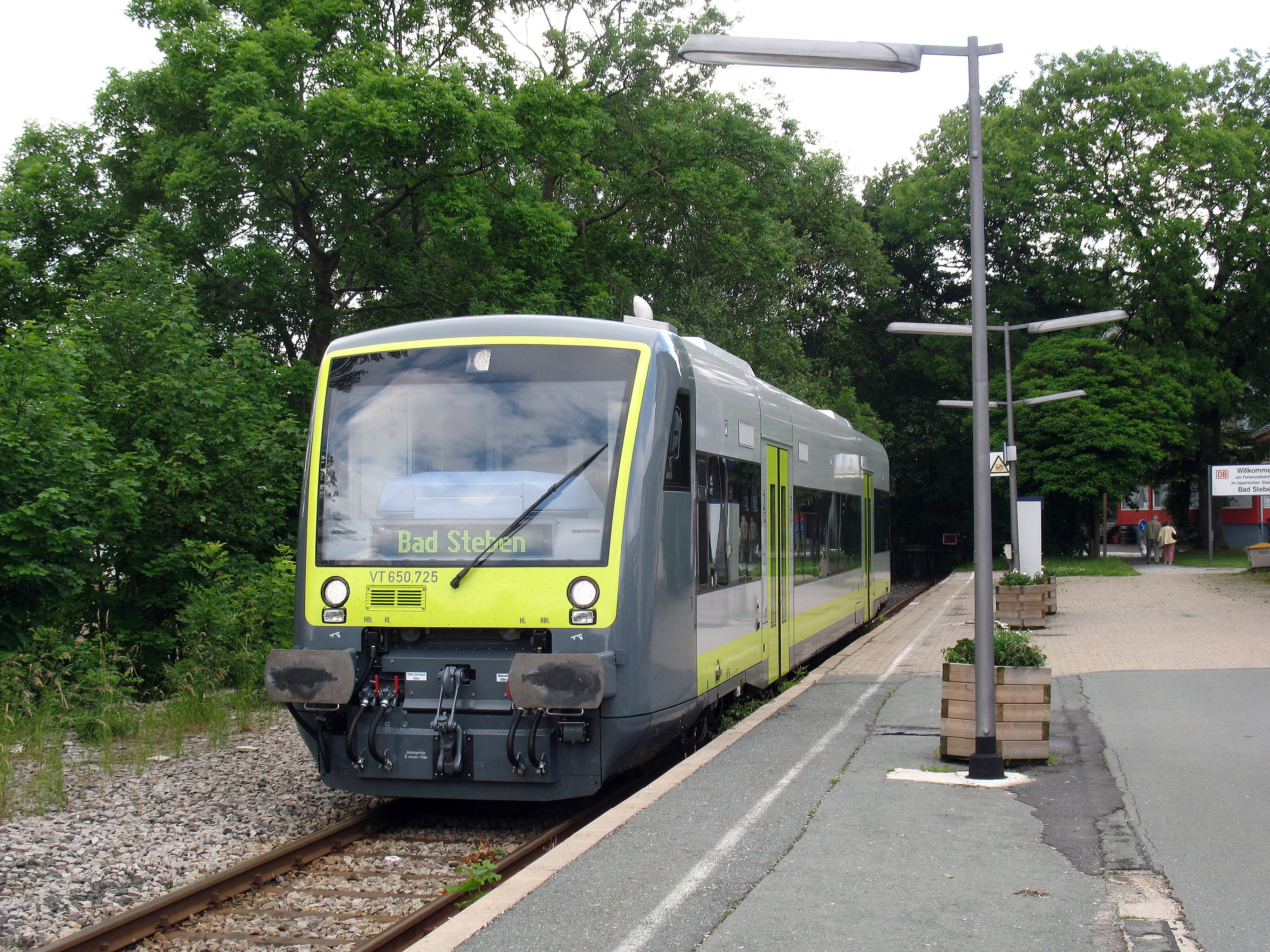
Triebwagen VT 650.725 der Agilis in Bad Steben

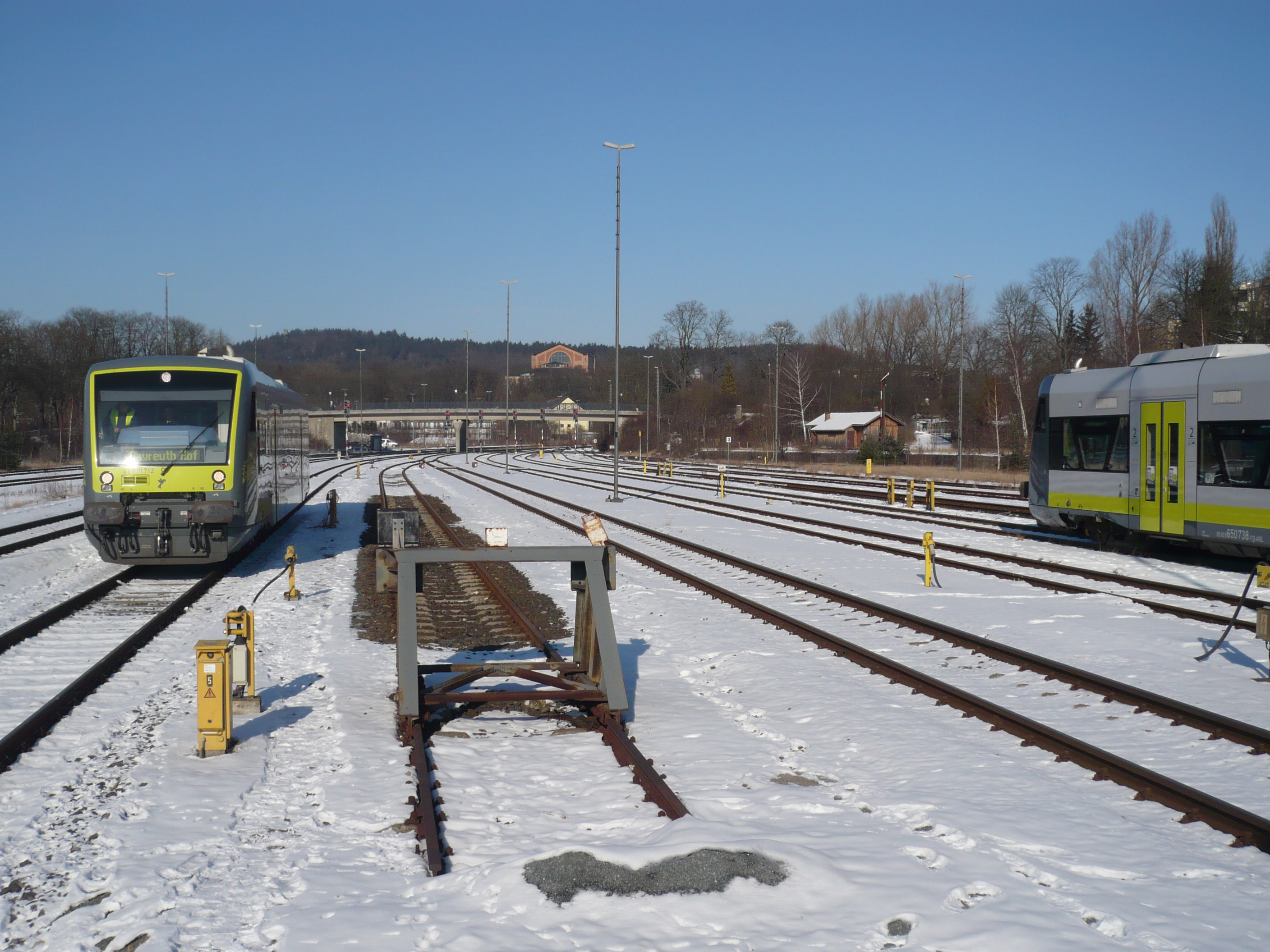
Triebwagen der Agilis in Bayreuth Hbf

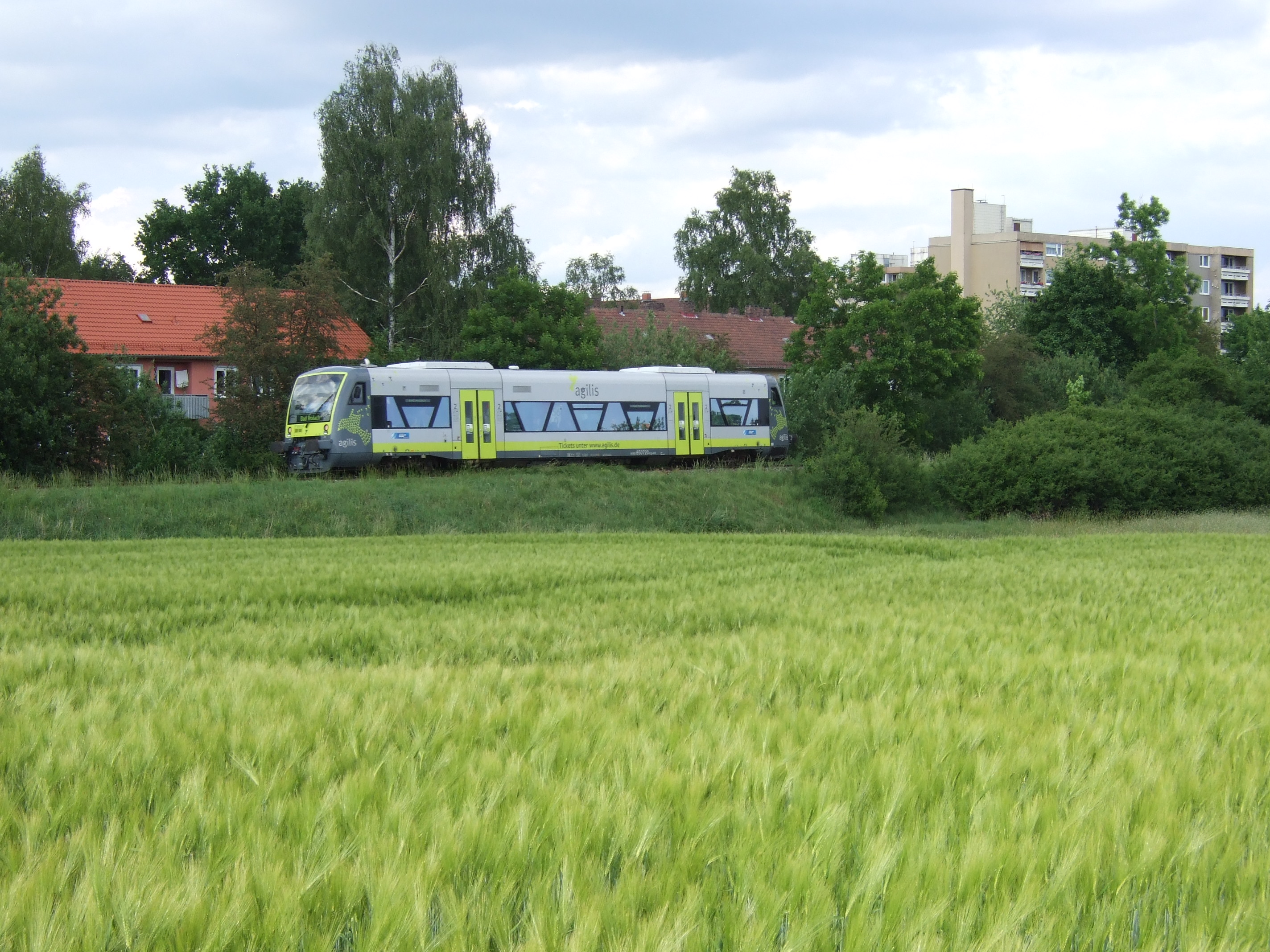
Triebwagen RS1 aus Weiden nach Bad Rodach in Bayreuth

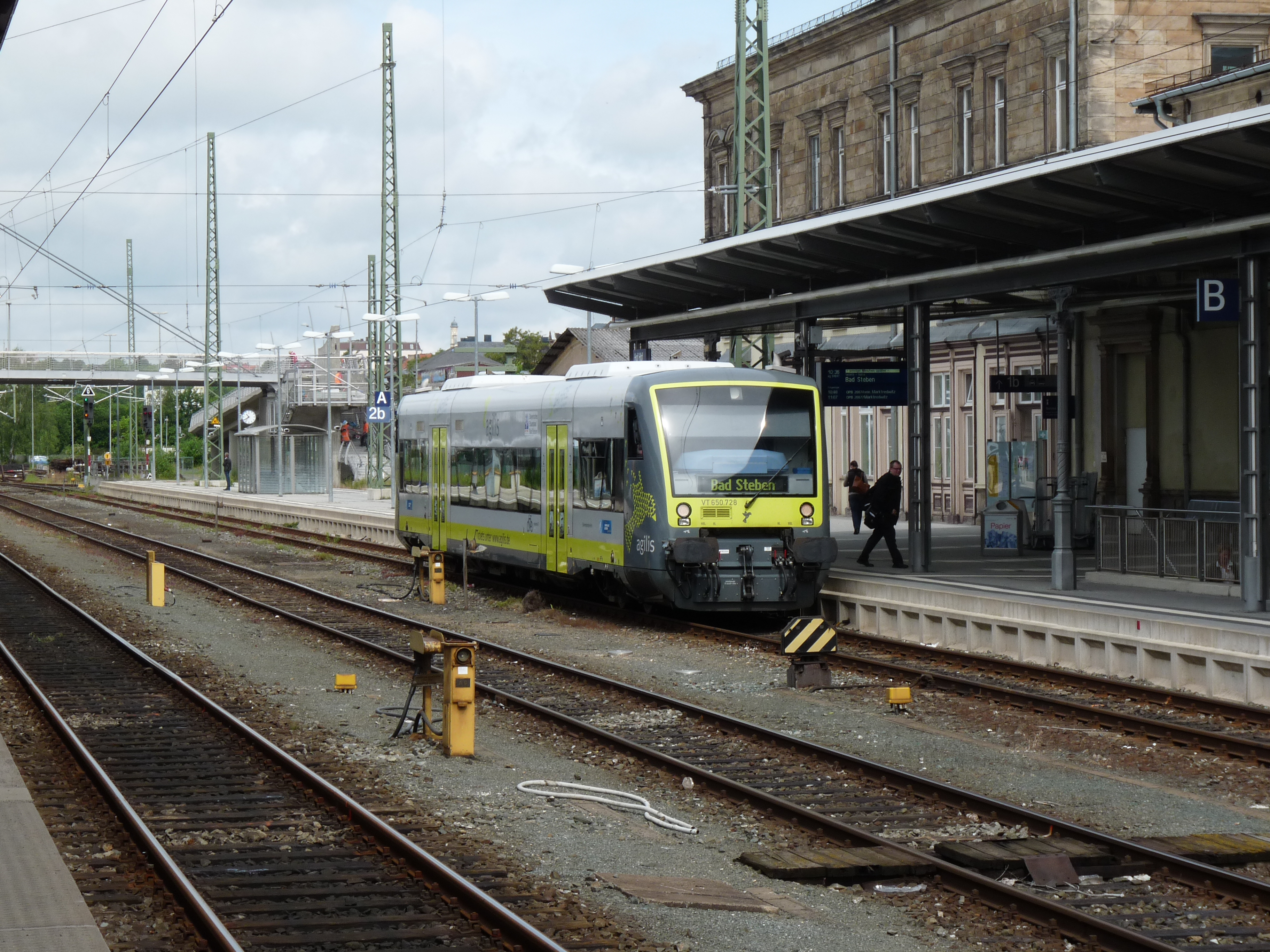
Triebwagen RS1 im Hofer Hauptbahnhof

Am 12. Juni 2011 übernahm die agilis Verkehrsgesellschaft den Betrieb auf den nicht-elektrifizierten Nahverkehrsstrecken in Oberfranken um die Städte Bamberg, Bayreuth, Coburg und Hof. Dort sind 38 Züge des Typs Stadler Regio-Shuttle RS1 im Einsatz. Der Verkehrsvertrag läuft bis 2023. Bis 2011 hatte DB Regio die Strecken bedient.
Von Betriebsstart am 12. Juni an mussten auf drei Strecken am Wochenende Züge durch Busse ersetzt werden, weil sich bei agilis nicht genügend Triebfahrzeugführer beworben hatten und nicht genügend Leihlokführer gefunden werden konnten. Seit dem Fahrplanwechsel am 11. Dezember 2011 verkehrten jedoch planmäßig auf allen Linien wieder Züge. Im Sommer 2019 musste agilis auf der Strecke Forchheim – Ebermannstadt erneut Busse einsetzen.
Im Winter 2024/2025 kam es im Raum Bayreuth erneut zu zahlreichen Zugausfällen und Ersatzverkehr mit Bussen. Zudem reichten im morgendlichen Schülerverkehr die Kapazitäten nicht aus. „Eine in diesem Umfang nicht vorhergesehene Anzahl unserer Fahrzeuge im Regionalverkehr Oberfranken steht aufgrund von Instandhaltungs- und Reparaturmaßnahmen. Die Zeitdauer ist vor allem der verspäteten Lieferung von Ersatzteilen geschuldet sowie Verzögerungen bei der Fertigstellung von Fahrzeugen.“ begründete das Unternehmen diesen Zustand.
Im Gegensatz zum Netz agilis Mitte waren die Züge auf den Linien agilis Nord (Oberfranken) bis Ende 2023 mit Fahrscheinautomaten ausgestattet.
Stand Dezember 2024 betreibt agilis folgende Regionalzugverbindungen in Oberfranken:
| Linie | Verlauf                                                                   | Takt                                                                                  | Fahrzeugeinsatz | Bemerkung                                                  |
| ----- | ------------------------------------------------------------------------- | ------------------------------------------------------------------------------------- | --------------- | ---------------------------------------------------------- |
| RB18  | Coburg – Bad Rodach                                                       | stündlich                                                                             | 650             |                                                            |
| RB22  | Ebermannstadt – Forchheim                                                 | stündlich                                                                             | 650             |                                                            |
| RB24  | Coburg – Lichtenfels – Bayreuth Hbf                                       | stündlich                                                                             | 650             |                                                            |
| RB26  | (Forchheim –) Bamberg – Ebern                                             | stündlich                                                                             | 650             | Mo–Fr: einzelne Fahrten in der HVZ von/bis Forchheim       |
| RB34  | Weiden – Bayreuth Hbf – Weidenberg                                        | stündlich                                                                             | 650             |                                                            |
| RB95  | (Gutenfürst –) Hof Hbf – Rehau – Selb-Plößberg – Aš – Cheb – Marktredwitz | zweistündlich einzelne Zusatzfahrten in der HVZ im Abschnitt Gutenfürst – Hof – Rehau | 650             | Flügelzugbetrieb mit RB 96 bis Selb-Plößberg               |
| RB96  | Hof-Neuhof – Hof Hbf – Rehau – Selb-Plößberg – Selb Stadt                 | stündlich zweistündlich im Abschnitt Hof-Neuhof – Hof                                 | 650             | zweistündlich Flügelzugbetrieb mit RB 95 bis Selb-Plößberg |
| RB 97 | Bayreuth Hbf – Marktredwitz – Hof Hbf – Hof-Neuhof – Bad Steben           | stündlich                                                                             | 650             |                                                            |
| RB98  | Hof Hbf – Münchberg – Helmbrechts                                         | zweistündlich stündlich im Abschnitt Münchberg – Helmbrechts                          | 650             |                                                            |
| RB99  | Hof-Neuhof – Hof Hbf – Münchberg – Neuenmarkt-Wirsberg                    | zweistündlich                                                                         | 650             |                                                            |

Bei den Regionalbahnen gab es ursprünglich folgende durchgängige Verbindungen:
| Art | Linie                                                                         | Länge in km |
| --- | ----------------------------------------------------------------------------- | ----------- |
| ag  | Ebermannstadt – Forchheim (– Bamberg)                                         | 14,8        |
| ag  | Bamberg – Ebern                                                               | 25,3        |
| ag  | Bad Rodach – Coburg – Lichtenfels – Kulmbach – Bayreuth Hbf – Weiden (Oberpf) | 160,9       |
| ag  | Hof Hbf – Münchberg – Kulmbach                                                | 65,2        |
| ag  | Helmbrechts – Münchberg                                                       | 9,3         |
| ag  | Hof Hbf – Marktredwitz – Kirchenlaibach – Bayreuth Hbf                        | 90,8        |
| ag  | Bad Steben – Hof Hbf                                                          | 27          |
| ag  | Hof Hbf – Selb Stadt                                                          | 29,1        |
| ag  | Bayreuth Hbf – Weidenberg                                                     | 13,9        |

Im August 2012 gab der Aufgabenträger, die Bayerische Eisenbahngesellschaft (BEG), bekannt, dass das Dieselnetz der agilis in Oberfranken das beste unter den fünfzehn Regionalnetzen Bayerns sei; im Juli 2020 sicherte sich das agilis-Netz Nord bereits zum achten Mal in Folge mit 100 von 100 möglichen Punkten den ersten Platz unter den inzwischen 30 Wettbewerbsnetzen in Bayern.
Für die anhaltend guten Ergebnisse im Qualitätsranking wurde agilis im Dezember 2018 vom Bayerischen Staatsministerium für Wohnen, Bau und Verkehr mit dem Bayerischen Eisenbahnpreis ausgezeichnet.